# Stachys heraclea
Stachys heraclea là một loài thực vật có hoa trong họ Hoa môi. Loài này được All. miêu tả khoa học đầu tiên năm 1785.